# سد جورف توربا
سد جورف توربا (به عربی: سد جرف التربة) یک سد در الجزایر است که در استان بشار واقع شده‌است.